# Serocourt
Serocourt är en kommun i departementet Vosges i regionen Grand Est (tidigare regionen Lorraine) i nordöstra Frankrike. Kommunen ligger i kantonen Lamarche som tillhör arrondissementet Neufchâteau. År 2022 hade Serocourt 83 invånare.

## Befolkningsutveckling
Antalet invånare i kommunen Serocourt
| Referens: INSEE |